# Virginie Gonzalez Moyano
Pour les articles homonymes, voir Gonzalez et Moyano.
Ne doit pas être confondu avec Virginia González Polo.
Virginie Gonzalez Moyano née le 30 mai 1971 à Lobbes est une femme politique belge, membre du Parti socialiste.
Elle est graduée en relations publiques.

## Carrière politique
Mandat politique exercé antérieurement ou actuellement
- Députée wallonne et de la Communauté française 
  - depuis le 19 juillet 2010 au 25 mai 2014 en remplacement de Laurent Devin
  - depuis le 25 mai 2014 en remplacement de Françoise Fassiaux-Looten
- Conseillère communale 
  - depuis 2000 à Anderlues
  - Échevine de l'Enseignement, de la Culture, de la Bibliothèque et des Relations extérieures d'Anderlues : depuis 2012

- Bourgmestre d’Anderlues
  - depuis le 10 novembre 2020
- Présidente de la Fédération PS de Thuin : depuis 2019